# Mistrzostwa Świata w Szermierce 1967
Mistrzostwa Świata w Szermierce 1967 – 35. edycja mistrzostw odbyła się w kanadyjskim mieście Montreal.

## Klasyfikacja medalowa
| Lp. | Państwo | złoto | srebro | brąz | Razem |
| --- | ------- | ----- | ------ | ---- | ----- |
| 1   | ZSRR    | 6     | 3      | -    | 9     |
| 2   | Węgry   | 1     | 2      | 3    | 6     |
| 3   | Rumunia | 1     | -      | 1    | 2     |
| 4   | Francja | -     | 1      | 2    | 3     |
| 5   | Polska  | -     | 1      | 1    | 2     |
| 6   | Włochy  | -     | 1      | -    | 1     |
| 7   | Austria | -     | -      | 1    | 1     |

## Medaliści

### Mężczyźni
| Złoto                                                                                               | Srebro                                                                                            | Brąz                                                                                        |
| Floret                                                                                              |                                                                                                   |                                                                                             |
| Wiktor Putiatin                                                                                     | Jenő Kamuti                                                                                       | Bernard Talvard                                                                             |
| Rumunia · Ion Drîmbă · Mihai Țiu · Tănase Mureșanu · Iuliu Falb · Ștefan Ardeleanu                  | ZSRR · Mark Midler · Wiktor Putiatin · Leonid Romanow · Jurij Szarow · Gierman Swiesznikow        | Polska · Egon Franke · Adam Lisewski · Ryszard Parulski · Janusz Różycki · Witold Woyda     |
| Szpada                                                                                              |                                                                                                   |                                                                                             |
| Aleksiej Nikanczikow                                                                                | Grigorij Kriss                                                                                    | Rudolf Trost                                                                                |
| ZSRR · Aleksiej Nikanczikow · Grigorij Kriss · Wiktor Modzolewski · Guram Kostawa · Josyp Witebśkyj | Francja · Jean-Pierre Allemand · Yves Boissier · Claude Bourquard · Jacques Brodin · Yves Dreyfus | Węgry · Pál Nagy · Csaba Fenyvesi · Győző Kulcsár · Zoltán Nemere · Pál Schmitt             |
| Szabla                                                                                              |                                                                                                   |                                                                                             |
| Mark Rakita                                                                                         | Jerzy Pawłowski                                                                                   | Tibor Pézsa                                                                                 |
| ZSRR · Mark Rakita · Władimir Nazłymow · Umiar Mawlichanow · Boris Mielnikow · Eduard Winokurow     | Węgry · Péter Bakonyi · Attila Kovács · Tamás Kovács · Miklós Meszéna · Tibor Pézsa               | Francja · Claude Arabo · Jean-Ernest Ramez · Serge Panizza · Marcel Parent · Bernard Vallée |

### Kobiety
| Złoto | Srebro | Brąz                                                                                        |
| Floret | |                                                                                             |
| Aleksandra Zabielina                                                                                            | Antonella Ragno | Ildikó Farkasinszky-Bóbis                                                                   |
| Węgry · Ildikó Farkasinszky-Bóbis · Ildikó Rejtő · Mária Gulácsy · Lídia Dömölky-Sákovics · Katalin Juhász-Nagy | ZSRR · Galina Gorochowa · Nadieżda Kondratjewa · Walentina Rastworowa · Tatjana Pietrienko-Samusienko · Aleksandra Zabielina | Rumunia · Ileana Drîmbă · Ana Ene · Ecaterina Stahl-Iencic · Maria Vicol · Olga Szabó-Orbán |